# Associatie van ruig hertshooi en koninginnekruid
De associatie van ruig hertshooi en koninginnekruid (Atropo-Epilobietum) is een associatie uit het wolfskers-verbond (Atropion bellae-donnae).

## Naamgeving en codering
| Atropo bella-donnae-Epilobietum angustifolii Tx. 1931 |
| Torili-Hypericetum hirsuti Westh. & Den Held 1969     |

- Syntaxoncode voor Nederland (rVvN): r34Ba01

De wetenschappelijke naam Atropo-Epilobietum is afgeleid van de botanische namen van respectievelijk wolfskers (Atropa belladonna) en een oud synoniem van wilgenroosje (Chamerion angustifolium, vroeger Epilobium angustifolium).

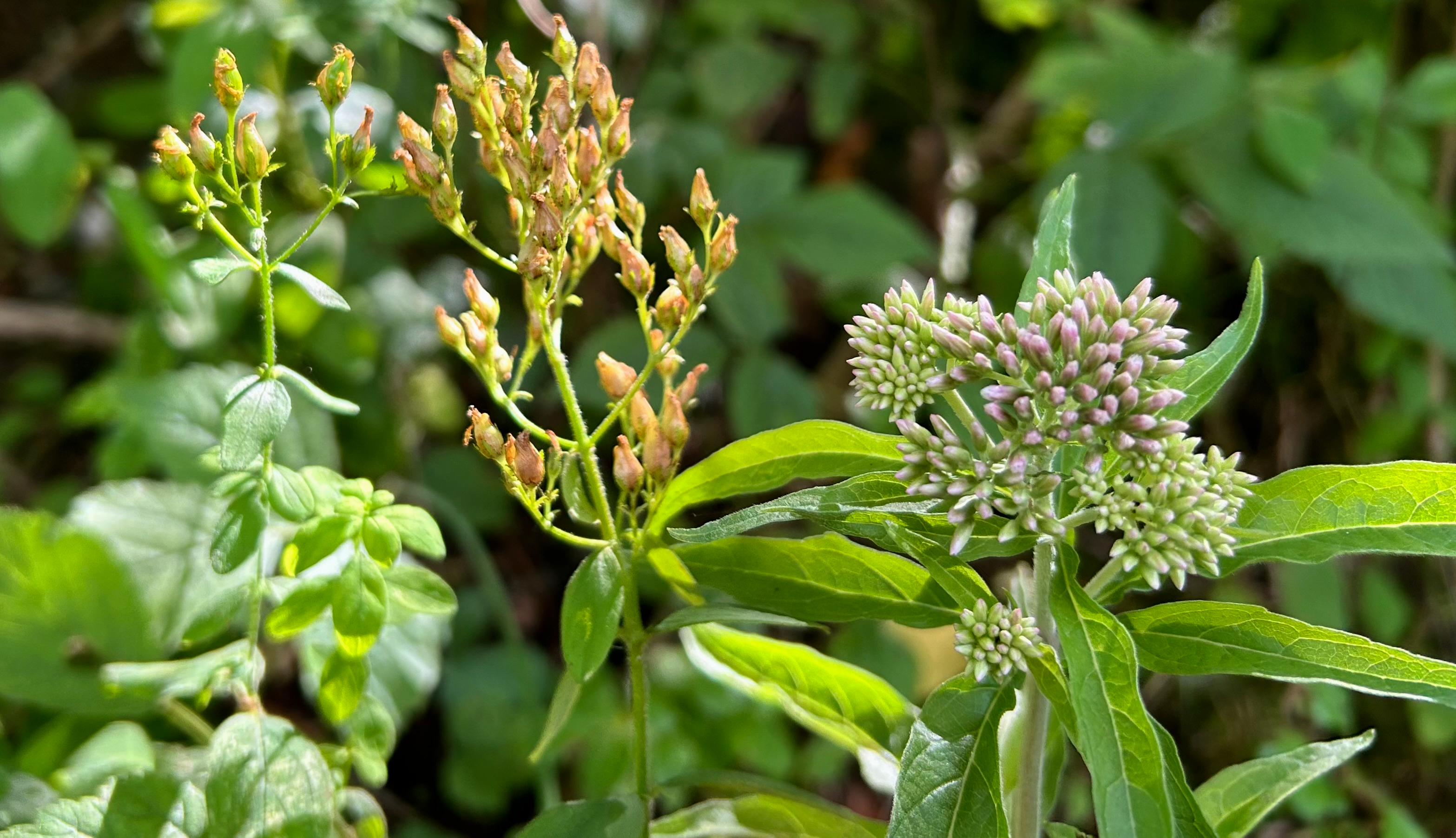
Close-up met beide naamgevende soorten van de Nederlandse associatienaam: links ruig hertshooi (in vrucht) en rechts koninginnekruid (in knop).

## Ecologie
De associatie van ruig hertshooi en koninginnekruid komt voor als kortlevende vegetatie op vochtige, eutrofe en kalkrijke bodem waarop schoksgewijs aanzienlijk meer licht, wind en mineralisatie van organisch materiaal plaatvindt. Dergelijke standplaatsen omvatten ruderale zomen en kapvlakten.

## Vegetatiezonering
In de vegetatiezonering vormt de associatie van ruig hertshooi en koninginnekruid vaak contactgemeenschappen met het sleutelbloem-eikenhaagbeukenbos en de associatie van hazelaar en purperorchis.

Orde: Glechometalia (orde van nitrofiele zomen)

Verbond: Galio-Alliarion (verbond van look-zonder-look)

Associaties:
Claytonio-Anthriscetum caucalidis (associatie van fijne kervel en winterpostelein)
Torilidetum japonicae (heggendoornzaad-associatie)
Urtico-Cruciatetum (kruisbladwalstro-associatie)
Alliario-Chaerophylletum (associatie van look-zonder-look en dolle kervel)
Urtico-Aegopodietum (zevenblad-associatie)
Heracleo-Sambucetum ebuli (kruidvlier-associatie)

Orde: Circaeo-Stachyetalia sylvaticae (bosandoorn-orde)

Verbond: Atropion bellae-donnae (wolfskers-verbond)

Associaties:
Atropo-Epilobietum (associatie van ruig hertshooi en koninginnekruid)